# سيدي يحيى زعير
  سيدي يحيى زعير (بالإنجليزية: SIDI YAHYA ZAER) هي جماعة قروية تابعة لعمالة الصخيرات تمارة ضمن جهة الرباط سلا زمور زعير بالمغرب.  بلغ مجموع عدد سكان   سيدي يحيى زعير حسب إحصاءات 2004 حوالي 28773 نسمة  يعيشون في 5624 أسرة.

## إحصاء عام
| السنة | عدد السكان | عدد الأسر | عدد الأجانب |
| ----- | ---------- | --------- | ----------- |
| 1994  | 19285      | 3247      | °°°°        |
| 2004  | 28773      | 5624      | 1           |